# (16543) Rosetta
(16543) Rosetta ist ein Asteroid des Hauptgürtels, der am 5. September 1991 vom belgischen Astronomen Eric Walter Elst am Observatoire de Haute-Provence (IAU-Code 511) im Südosten Frankreichs entdeckt wurde.
Der Himmelskörper wurde am 5. Januar 2015 nach der Raumsonde Rosetta benannt, zur Erinnerung an die erfolgreiche Ankunft beim Kometen Tschurjumow-Gerassimenko am 6. August 2014, den sie dann mehr als zwei Jahre lang begleitete.